# Нове Лахи
Нове Лахи (пол. Nowe Łachy) — село в Польщі, у гміні Жевне Маковського повіту Мазовецького воєводства.
Населення — 92 особи (2011).
У 1975-1998 роках село належало до Остроленцького воєводства.

## Демографія
Демографічна структура станом на 31 березня 2011 року:
|          | Загалом | Допрацездатний вік | Працездатний вік | Постпрацездатний вік |
| -------- | ------- | ------------------ | ---------------- | -------------------- |
| Чоловіки | 45      | 6                  | 36               | 3                    |
| Жінки    | 47      | 9                  | 28               | 10                   |
| Разом    | 92      | 15                 | 64               | 13                   |